# Фейсбук
Фейсбук (на английски: Facebook) е уебсайт, най-голямата безплатна (но с реклами) онлайн социална мрежа в света, предлагана на над 110 езика, включително и на български. Открита е на 4 февруари 2004 г., управлява се и се притежава от частната компания „Мета“ със седалище в гр. Менло Парк, щата Калифорния, САЩ.
Потребителите на социалната мрежа се групират по географско положение, месторабота, учебни заведения, интереси и други. Всеки потребител избира каква информация да въведе за себе си, както и какви групи или личности могат да имат достъп до нея. Комуникацията между потребителите в мрежата се осъществява по много начини, включително изпращане на лични съобщения, покани за участия в мероприятия, споделяне на снимки, текст, хипервръзки, видеооткъси („клипове“), създаване и участие в групи по интереси, сравнение на резултатите от тестове, участие в различни игри.
През 2012 г. „Фейсбук“ има 1 млрд. потребители, спрямо 800 млн. през 2011 г., и 600 млн. през 2010 г. Социалната мрежа е оценена на около 100 милиарда щатски долара.
През януари 2013 година „Фейсбук“ има почти 700 млн. активни потребители, които ползват Facebook поне веднъж месечно. Според статистически проучвания това са 51% от потребителите на Интернет в света. „Фейсбук“ е най-използваната социална мрежа.
Приложения за „Фейсбук“ се пишат в България от 2007 година, а към март 2013 година съществуват множество международни „Фейсбук“ приложения“ за почти всеки нов модел смартфон, като по този начин хората имат възможност да поддържат връзка със социалната мрежа по всяко време и от всяко място.

## История
Марк Зукърбърг създава сайта „Фейсмаш“ (който е предшественик на „Фейсбук“) на 28 октомври 2003 година по време на втората си година като студент в Харвард. Сайтът използва онлайн директория със снимки на студенти от университета, като програмно се сравняват по две едновременно и се търси по-привлекателния между двамата (днес такава мрежа е Kik). За да постигне това, Зукърбърг хаква недостъпна информация от мрежата на Харвард и копира личните снимки на студентите от всички общежития. По това време университетът не поддържа цялостна система със снимки и информация за студентите. За първите 4 часа от съществуването си „Фейсмаш“ привлича 450 посетители и 22 000 прегледа на снимки.
Сайтът бързо се популяризира в кампуса, но няколко дни по-късно е затворен от администрацията. Зукърбърг е заплашен с изгонване и е обвинен в застрашаване на сигурността, нарушаване на авторски права и на личното пространство. Впоследствие обвиненията биват свалени. Зукърбърг развива този проект същия семестър точно преди изпит по история на изкуството. Той качва 500 снимки от Древен Рим на сайт, като всяка снимка съдържа секция за коментари. Когато разпространява сайта сред останалите студенти, те започват да коментират и да обменят идеи.
През януари 2004 г. Зукърбърг започва да пише код за нов уебсайт. Той споделя, че е бил вдъхновен от статия, свързана с инцидента с Фейсмаш. На 4 февруари 2004 г. той пуска Thefacebook, което предшества днешния сайт (членът the отпада от името през 2005 г.). В работата по сайта скоро се включват и неговите съседи по стая по време на обучението им в Харвардския университет – Едуардо Саверин, Дъстин Московиц, Андрю Макколъм и Крис Хюз.

### Сливания
На 15 ноември 2010 г. „Фейсбук“ обявява, че купува домейна fb.com от Федерацията на американските фермери, като сумата обаче остава тайна. На 11 януари 2011 г. Федерацията обявява 8,5 млн. щ.д. като „приходи от продажби на домейн“. Така придобиването на fb.com става една от десетте най-скъпи продажби на домейни в историята.

### Приходи
По-голямата част от приходите на „Фейсбук“ идват от реклама.
| Година  | Приходи | Ръст |
| ------- | ------- | ---- |
| 2006 г. | 52      | —    |
| 2007 г. | 150     | 188% |
| 2008 г. | 280     | 87%  |
| 2009 г. | 775     | 177% |
| 2010 г. | 2000    | 158% |
| 2011 г. | 4270    | 114% |

Facebook има по-нисък коефициент на кликвания (CTR – Click-through rate) на реклами в сравнение с повечето големи уебсайтове. Според BusinessWeek.com банерните реклами във „Фейсбук“ получават пет пъти по-малко кликове в сравнение с тези в интернет пространството. Например потребителите в Гугъл кликват на първата реклама, която излиза при търсенето, средно през 8% от времето (80 000 клика на 1 млн. търсения). Потребителите във „Фейсбук“ кликват на реклами средно през 0,04% от времето (400 клика на 1 млн. страници). Като причина за това може да се изтъкне фактът, че много млади потребители вече използват софтуер за блокиране на реклами, като по този начин по-лесно успяват да игнорират рекламни съобщения. Допълнителен фактор е, че сайтът се използва главно за социална комуникация, а не за преглеждане на страници. Въпреки това на страниците на някои марки и продукти се отчита по-висок коефициент на кликвания – 6,49% за постовете на стената в съответната група.

### Реклама
През август 2013 г. „Фейсбук“ предлага промени в политиката си за използване на личните данни на потребителите. Те касаят възможността компанията да може да използва публикациите и други лични данни от профила с рекламна цел. Заради множеството критики компанията е принудена да изчака Федералната комисия по търговия да разгледа казуса. Първоначалното предложение бива прието от комисията на 15 ноември с една-единствена промяна, свързана с точката, според която потребителите между 13 и 18 години да декларират при използването на страницата, че поне един от родителите се е съгласил от негово име с условията за ползване. Няколко организации за защита на личните данни разкритикуват социалната мрежа, че твърде много е разширила обхвата на данните, които използва. Всяка информация, публикувана на стената или профила на потребителя, може да бъде закупена от компаниите с цел по-целенасочено таргетиране на техните клиенти. От Facebook твърдят, че нововъведенията не вкарват кой знае какви промени в политиката.

### Офиси
В началото на 2011 г. „Фейсбук“ обявява плановете си да премести щабквартирата си в Менло Парк, Калифорния.
Всички потребители извън САЩ и Канада имат договор с ирландската дъщерна компания Facebook Ireland Limited. По този начин Facebook избягва данъци към САЩ за потребителите си в Европа, Азия, Австралия, Африка и Южна Америка. Компанията се възползва от двустранната спогодба за избягване на двойно данъчно облагане, която ѝ позволява да плаща едва 2 – 3% корпоративен данък върху приходи от международни дейности.
През 2010 г. Facebook отваря четвъртия си офис в Хайдарабад, който е първият за Азия. През 2010 г. социалната мрежа има повече от 750 милиона активни потребители в целия свят, в това число над 23 милиона само в Индия. Затова и Facebook подчертава, че центърът в Хайдарабад ще поддържа онлайн рекламата и екипи за поддръжка, които ще осигуряват денонощна поддръжка на сайта на множество езици и ще откликват както на потребители, така и на рекламодатели. Така Facebook се нарежда до големи компании като Гугъл, Майкрософт, Oracle, Dell, IBM и др. Въпреки че не конкретизира в цифри инвестицията си в Индия, Facebook обявява, че основните позиции в този център вече се попълват. Центърът в Хайдарабад ще подпомага дейностите на компанията в Калифорния, Дъблин и Остин, Тексас.
Специално построен информационен център отваря врати в Прайнвил през април 2011 г. Специфичното при него е, че консумацията на енергия е намалена с 38%. През април 2012 г. „Фейсбук“ отваря втори информационен център във Форест Сити, Северна Каролина.
На 1 октомври 2012 г. изпълнителният директор Зукърбърг посещава Москва с цел да стимулира иновациите в областта на социалните медии в Русия и да увеличи популярността на „Фейсбук“ на местно ниво. Руският министър-председател окуражава основателя да отвори изследователски център в Москва. Facebook има едва 9 милиона потребители в Русия, докато местният аналог на социалната мрежа, ВКонтакте, има около 34 милиона потребители.

## Етимология
Идеята за наименованието „Фейсбук“ изглежда е свързана с ученическите години на Марк Зукърбърг в гимназията. В престижната Филип Екситър Академи, в която той учил, на всеки постъпващ давали справочник със снимките, адресите и телефоните на всички съученици. Оригиналното название на справочника било „The Photo Address Book“, но всички ученици го наричали просто „The Facebook“ (букв. „Книгата с лицата“)

## Потребителски интерфейс
Много от новите смартфони предлагат достъп до „Фейсбук“ чрез уеб браузърите си или специално написано приложение, което осъществява директен достъп. Официално Facebook приложение се предлага за операционните системи Android, iOS, и WebOS. Nokia и Research in Motion също предлагат приложения за техните мобилни устройства.

### Регистрация и вписване в профил
За регистрация във Facebook е необходим валиден имейл адрес или мобилен телефонен номер, който да бъде свързан с профила. Въвеждат се лични данни (име, фамилия, рождена дата, пол и други), които са задължителни за попълване. Паролата, която ще се ползва за достъп до профила, трябва да бъде сигурна. След попълване на задължителни полета, потребителят получава имейл или SMS с потвърждение на регистрацията. Влизането във Facebook без парола е възможно чрез опцията „Вход без парола“, която позволява на потребителите да се вписват в своя акаунт чрез използването на специална връзка, изпратена на тяхната електронна поща или телефонен номер. Това е удобен начин за достъп до профила, в случай че паролата бъде забравена или за да се избегне риска от злоупотреба и хакерски атаки, но може и да представлява риск за сигурността, ако не се внимава със защитата на електронната поща или телефонният номер.

### Потребителски профил
Потребителите имат възможността да създават свои собствени профили със снимки, списък с интереси, информация за контакт и друга персонална информация. Те могат да общуват с приятели и други потребители чрез лични или публични съобщения, както и с помощта на чат. Освен това те могат да създават и да се присъединяват към групи, свързани с определени интереси и да „харесват“ страници (наричани „фен страници“ до 19 април 2010 г.), сред които има и такива, които се поддържат от компании като средство за реклама. „Фейсбук“ е многократно предизвикван да добави опцията „трети пол“, „друг“ или „интерсекс“ при таба за двата пола. Социалната мрежа отказва да го направи с обяснението, че хората могат „да изберат да не показват своя пол на профила си“. Изследване, направено през 2012 г. от Pew Internet и American Life, сочи, че между 20% и 30% от потребителите редовно постват, тагват се и правят други неща в социалната мрежа. Потребителската страница е изчистена, с основен син цвят, тъй като Зукърбърг не може да вижда цветовете червено и зелено.
Facebook предлага много на брой опции, чрез които потребителите могат да комуникират. Сред тях са стената, пространство, което е част от потребителската страница, където приятелите могат да оставят (записват) съобщения („постове“), които се виждат от другите. „Сръчкването“ („poke“) позволява на потребителите да се подсещат виртуално (чрез съобщение, което показва, че си бил „сръчкан“). Снимките са друга опция, като потребителите могат да качват албуми и снимки. И накрая е „статусът“, чрез който потребителите уведомяват приятелите си за своето местонахождение, както и с какво се занимават. Всеки може да вижда името на потребителя, но останалата информация е видима в зависимост от настройките за сигурност, които той е избрал.

### Лента с новини
Основната страница на потребителския интерфейс съдържа „Лента с новини“ – постоянно обновяващ се списък на публикациите на вашите приятели, страници, които следите и друга информация. Потребителят може да реагира на нещо, което вижда, или да потърси хора или теми, с които да допълни списъка. Лентата с новини е съставена така, че да предизвиква реакция у потребителя и той да сподели или коментира това, което го интересува. Целта е потребителят да се завръща многократно към профила си, за да следи промените. Според някои автори това насърчава публикуването на емоционални или сензационни новини, които биха генерирали повече реакции.

### Сравнение сМайспейс
Медията е многократно сравнявана с Майспейс, но съществената разлика между двата сайта е нивото на персонализиране. Друга разлика е условието на „Фейсбук“ потребителите да използват истинската си самоличност и да посочват рождена дата – нещо, което Майспейс не изисква. Майспейс позволява на потребителите си да декорират страницата си, докато „Фейсбук“ позволява единствено промяна на текста и заглавните снимки, но не и на цялостния облик.

### Бутонът за харесване
Бутонът за харесване (Like) е отличителна характеристика на „Фейсбук“ от 21 април 2010 г. и позволява на потребителите да покажат одобрението си към определено съдържание, като обновления на статус, коментари, снимки и реклами. Продължителното харесване на съдържание, което е публикувано от приятел, би предизвикало огромен наплив от уведомления на профила на потребителя. В такива случаи Facebook ще изпрати съобщение до харесващия, че трябва да намали и да изчака пет минути, преди да продължи да харесва.
След уволнението на служители от шерифа на Хамптън, Вирджиния, САЩ, защото харесали страницата на техен враг във Facebook, съдът приема решение, съгласно което Конституцията на САЩ защитава правата на гражданите да харесват Facebook страници, независимо от тяхното съдържание.

### Съдебен спор
Патенти, свързани с бутона „харесва ми“, както и други опции на социалните мрежи, които принадлежат на починалия нидерландски програмист Джоанес Джоузеф Еверардъс ван Дер Меер, са обект на съдебен спор, започнат от Rembrandt Social Media срещу Facebook. Към 2 април 2013 г. няма друга информация относно делото.

## Facebook пиксел
„Facebook пиксел“ е малко парченце програмен код (бисквитка), чрез което се проследява поведението на потребителите в даден уеб сайт, за да се използват данните при таргетиране на реклама.
Този код се включва в главния програмен код на сайта, за да може да се осъществи предаване на информация. След като потребителят посети даден сайт, Facebook получава информация и отчита какво точно прави той – дали купува и от какво се интересува.
Кодът е средство, което позволява ефективна реклама. Така реклами в социалната мрежа ще се показват само на тези потребители, които вече са посетили сайта и имат интерес да закупят продукт. Това е ефективен инструмент, чрез който собственикът на уебсайта може да следи онези действия, които са от значение за реализиране на висока добавена стойност на продуктите и услугите.
Кодът представлява изображение с размери 1 × 1 px, което се зарежда в браузъра, когато потребителят посети дадената страница. След като изображението е заредено, кодът към него уведомява сървърите на Facebook.

## Влияние върху здравето
Много потребители на Facebook, особено младежи, споменават употреба на алкохол и наркотични вещества на профилите си. Според проучване на употребата на алкохол при непълнолетните потребители на Facebook, 35,7% от участниците имат в профилите си съдържание, отнасящо се до алкохол. Това включва снимки, представящи непълнолетни, пиещи алкохол, или статуси, които описват употреба на алкохол или други вещества. Това е особено обезпокояващо, тъй като социална мрежа с мащабите на Facebook може да окаже значително въздействие върху младежите, като промотира определени норми на поведение сред тях. Независимо дали тези постове представят истинското поведение на потребителя или са сложени само за да го направят да изглежда „готин“, публикуването на подобни референции би могло да доведе до някакви очаквания от приятелите, че младежът пие или би пил алкохол в бъдеща ситуация.

## Потребители
Повече от 425 млн. активни потребители достигат до „Фейсбук“ чрез мобилните си телефони чрез 200 мобилни оператора в 60 страни.
През януари 2013 г. страните с най-голям брой „Фейсбук“ потребители са:
- САЩ със 168,8 милиона потребители
- Бразилия с 64,6 милиона потребители
- Индия с 62,6 милиона потребители
- Индонезия с 51,4 милиона потребители
- Мексико с 40,2 милиона потребители

Общият им брой е 309 милиона или около 38,6% от 1 милиард потребители на мрежата по света. Към март 2013 г. активните потребители са 1,1 милиарда по данни на Facebook.
Според данни от 2017 г. на Pew Research Center 68% от всички възрастни американци използват „Фейсбук“. За сравнение Instagram (също притежаван от Facebook) ползват 28%, Pinterest 26%, LinkedIn 25% и Twitter 21%.

## Популярност
- Американският автор Бен Мезрич публикува книга за Марк Зукърбърг и създаването на Facebook. Книгата се казва The Accidental Billionaires: The Founding of Facebook: A Tale of Sex, Money, Genius and Betrayal и излиза през юли 2009 г.
- „Социалната мрежа“ е драма, режисирана от Дейвид Финчър, и проследява създаването на социалната мрежа Facebook. Филмът излиза на 1 октомври 2010 г. Според създателя ѝ Марк Зукърбърг, „Социалната мрежа“ не пресъздава изцяло истината относно създаването на Facebook.
- В отговор на суматохата около Деня, в който всеки рисува Мохамед, и забраната върху използването на сайта в Пакистан се появява ислямска версия на уебсайта с името MillatFacebook, впоследствие преименува на MyMFB.
- „Имаш 0 приятели“ е епизод от американския анимационен сериал „Саут Парк“, в който открито се пародира употребата на Facebook. Епизодът е излъчен през април 2010 г.
- Айви Бийн от Брадфорд, Англия, си създава профил във Facebook на 102 години, което я нарежда сред най-старите потребители на мрежата. Когато умира през юли 2010 г., тя има 4962 приятели във Facebook и повече от 56 хил. последователи в Twitter.
- На 16 май 2011 г. израелска двойка нарича дъщеря си Like, на името на опцията „харесва ми“ във Facebook.
- Най-големи конкуренти на Facebook са qzone (qq.com) и renren в Китай; Cyworld в Южна Корея; VK и Odnoklassniki в Русия, Беларус, Казахстан, Киргизстан, Молдова, Украйна, Узбекистан; Draugiem.lv в Латвия; Cloob в Иран; Zing във Виетнам; mixi в Япония.